# Зареченский (Ливенский район)
Заре́ченский — посёлок в Ливенском районе Орловской области России. Входит в состав Никольского сельского поселения.

## География
Посёлок находится на правом берегу реки Кшень, на расстоянии 11 км к юго-востоку от города Ливны, административного центра района.

### Часовой пояс
Посёлок Зареченский, как и вся Орловская область, находится в часовой зоне МСК (московское время). Смещение применяемого времени относительно UTC составляет +3:00.

## Население
| 2010 |
| ---- |
| 9    |

## Улицы
В посёлке имеется одна улица — Зареченская.